# Coppa FIPH 2015-2016
La Coppa FIPH 2015-2016 è stata la 1ª edizione della omonima competizione italiana di hockey in-line. È stata disputata dal 3 ottobre al 20 dicembre 2015. 
Il CUS Verona si è aggiudicato il trofeo per la prima volta nella sua storia sconfiggendo in finale il Cittadella.

## Partite

### Prima fase

#### Girone A
Il girone A della prima fase della manifestazione si è disputata dal 3 al 4 ottobre 2015 a Asiago.

##### Gruppo 1
| Squadra        | Pt | G | V | N | P | GF | GS | DG |
| -------------- | -- | - | - | - | - | -- | -- | -- |
| Asiago Black   | 6  | 2 | 2 | 0 | 0 | 8  | 2  | +6 |
| Lepis Piacenza | 3  | 2 | 1 | 0 | 1 | 8  | 8  | 0  |
| Invicta Modena | 0  | 2 | 0 | 0 | 2 | 3  | 9  | -6 |

| Data   | Incontri                      | Risultato |
|        |                               |           |
| 3 ott. | Invicta Modena-Asiago Black   | 0-3       |
| 3 ott. | Asiago Black-Lepis Piacenza   | 5-2       |
| 3 ott. | Lepis Piacenza-Invicta Modena | 6-3       |

| Data   | Incontri                      | Risultato |
|        |                               |           |
| 3 ott. | Invicta Modena-Asiago Black   | 0-3       |
| 3 ott. | Asiago Black-Lepis Piacenza   | 5-2       |
| 3 ott. | Lepis Piacenza-Invicta Modena | 6-3       |

##### Gruppo 2
| Squadra          | Pt | G | V | N | P | GF | GS | DG |
| ---------------- | -- | - | - | - | - | -- | -- | -- |
| Mammuth Roma     | 6  | 2 | 2 | 0 | 0 | 5  | 1  | +4 |
| Corsari Riccione | 3  | 2 | 1 | 0 | 1 | 2  | 4  | -2 |
| Versilia         | 0  | 2 | 0 | 0 | 2 | 0  | 2  | -2 |

| Data   | Incontri                      | Risultato |
|        |                               |           |
| 3 ott. | Corsari Riccione-Versilia     | 1-0       |
| 3 ott. | Versilia-Mammuth Roma         | 0-1       |
| 3 ott. | Mammuth Roma-Corsari Riccione | 4-1       |

| Data   | Incontri                      | Risultato |
|        |                               |           |
| 3 ott. | Corsari Riccione-Versilia     | 1-0       |
| 3 ott. | Versilia-Mammuth Roma         | 0-1       |
| 3 ott. | Mammuth Roma-Corsari Riccione | 4-1       |

##### Fase finale
|  | Semifinali       | Semifinali       | Semifinali     |                |              | Finale       | Finale | Finale |  |
|  |                  |                  |                |                |              |              |        |        |  |
|  | Asiago Black     | Asiago Black     | 6              |                |              |              |        |        |  |
|  | Asiago Black     | Asiago Black     | 6              |                |              |              |        |        |  |
|  | Corsari Riccione | Corsari Riccione | 1              |                |              |              |        |        |  |
|  | Corsari Riccione | Corsari Riccione | 1              |                | Asiago Black | Asiago Black | 7      |        |  |
|  |                  |                  |                |                | Asiago Black | Asiago Black | 7      |        |  |
|  |                  |                  | Lepis Piacenza | Lepis Piacenza | 3            |              |        |        |  |
|  | Mammuth Roma     | Mammuth Roma     | Lepis Piacenza | Lepis Piacenza | 3            | 6            |        |        |  |
|  | Mammuth Roma     | Mammuth Roma     |                |                |              |              |        |        |  |
|  | Lepis Piacenza   | Lepis Piacenza   | 6              |                |              |              |        |        |  |

- Asiago Black, Lepis Piacenza, Mammuth Roma e Corsari Riccione accedono alla seconda fase.

#### Girone B
Il girone B della prima fase della manifestazione si è disputata dal 3 al 4 ottobre 2015 a Forlì.

##### Gruppo 1
| Squadra                   | Pt | G | V | N | P | GF | GS | DG |
| ------------------------- | -- | - | - | - | - | -- | -- | -- |
| CVS Civitavecchia         | 6  | 2 | 2 | 0 | 0 | 14 | 6  | +8 |
| Canguri Brebbia           | 3  | 2 | 1 | 0 | 1 | 8  | 12 | -4 |
| Pattinatori San Benedetto | 0  | 2 | 0 | 0 | 2 | 5  | 9  | -4 |

| Data   | Incontri                           | Risultato |
|        |                                    |           |
| 3 ott. | CVS Civitavecchia-Canguri Brebbia  | 9-4       |
| 3 ott. | Canguri Brebbia-HP San Benedetto   | 4-3       |
| 3 ott. | HP San Benedetto-CVS Civitavecchia | 2-5       |

| Data   | Incontri                           | Risultato |
|        |                                    |           |
| 3 ott. | CVS Civitavecchia-Canguri Brebbia  | 9-4       |
| 3 ott. | Canguri Brebbia-HP San Benedetto   | 4-3       |
| 3 ott. | HP San Benedetto-CVS Civitavecchia | 2-5       |

##### Gruppo 2
| Squadra       | Pt | G | V | N | P | GF | GS | DG |
| ------------- | -- | - | - | - | - | -- | -- | -- |
| Asiago Newts  | 6  | 2 | 2 | 0 | 0 | 7  | 1  | +6 |
| Ferrara       | 3  | 2 | 1 | 0 | 1 | 2  | 6  | -4 |
| Draghi Torino | 0  | 2 | 0 | 0 | 2 | 0  | 2  | -2 |

| Data   | Incontri                   | Risultato |
|        |                            |           |
| 3 ott. | Asiago Newts-Ferrara       | 6-1       |
| 3 ott. | Ferrara-Draghi Torino      | 1-0       |
| 3 ott. | Draghi Torino-Asiago Newts | 0-1       |

| Data   | Incontri                   | Risultato |
|        |                            |           |
| 3 ott. | Asiago Newts-Ferrara       | 6-1       |
| 3 ott. | Ferrara-Draghi Torino      | 1-0       |
| 3 ott. | Draghi Torino-Asiago Newts | 0-1       |

##### Fase finale
|  | Semifinali        | Semifinali        | Semifinali   |              |         | Finale  | Finale | Finale |  |
|  |                   |                   |              |              |         |         |        |        |  |
|  | CVS Civitavecchia | CVS Civitavecchia | 0            |              |         |         |        |        |  |
|  | CVS Civitavecchia | CVS Civitavecchia | 0            |              |         |         |        |        |  |
|  | Ferrara           | Ferrara           | 3            |              |         |         |        |        |  |
|  | Ferrara           | Ferrara           | 3            |              | Ferrara | Ferrara | 4      |        |  |
|  |                   |                   |              |              | Ferrara | Ferrara | 4      |        |  |
|  |                   |                   | Asiago Newts | Asiago Newts | 8       |         |        |        |  |
|  | Asiago Newts      | Asiago Newts      | Asiago Newts | Asiago Newts | 8       | 5       |        |        |  |
|  | Asiago Newts      | Asiago Newts      |              |              |         |         |        |        |  |
|  | Canguri Brebbia   | Canguri Brebbia   | 3            |              |         |         |        |        |  |

- Asiago Newts, Ferrara, CVS Civitavecchia e Canguri Brebbia accedono alla seconda fase.

### Seconda fase

#### Girone A
Il girone A della prima fase della manifestazione si è disputata dal 17 al 18 ottobre 2015 a Verona.

##### Gruppo 1
| Squadra       | Pt | G | V | N | P | GF | GS | DG |
| ------------- | -- | - | - | - | - | -- | -- | -- |
| Monleale      | 6  | 2 | 2 | 0 | 0 | 8  | 2  | +6 |
| Mammuth Roma  | 3  | 2 | 1 | 0 | 1 | 9  | 6  | +3 |
| Milano Quanta | 0  | 2 | 0 | 0 | 2 | 5  | 14 | -9 |

| Data    | Incontri                   | Risultato |
|         |                            |           |
| 17 ott. | Milano Quanta-Mammuth Roma | 4-8       |
| 17 ott. | Mammuth Roma-Monleale      | 1-2       |
| 17 ott. | Monleale-Milano Quanta     | 6-1       |

| Data    | Incontri                   | Risultato |
|         |                            |           |
| 17 ott. | Milano Quanta-Mammuth Roma | 4-8       |
| 17 ott. | Mammuth Roma-Monleale      | 1-2       |
| 17 ott. | Monleale-Milano Quanta     | 6-1       |

##### Gruppo 2
| Squadra      | Pt | G | V | N | P | GF | GS | DG  |
| ------------ | -- | - | - | - | - | -- | -- | --- |
| CUS Verona   | 6  | 2 | 2 | 0 | 0 | 23 | 2  | +21 |
| Ferrara      | 3  | 2 | 1 | 0 | 1 | 3  | 13 | -10 |
| Asiago Black | 0  | 2 | 0 | 0 | 2 | 3  | 14 | -11 |

| Data    | Incontri                | Risultato |
|         |                         |           |
| 17 ott. | Asiago Black-Ferrara    | 1-3       |
| 17 ott. | Ferrara-CUS Verona      | 0-12      |
| 17 ott. | CUS Verona-Asiago Black | 11-2      |

| Data    | Incontri                | Risultato |
|         |                         |           |
| 17 ott. | Asiago Black-Ferrara    | 1-3       |
| 17 ott. | Ferrara-CUS Verona      | 0-12      |
| 17 ott. | CUS Verona-Asiago Black | 11-2      |

##### Fase finale
|  | Semifinali   | Semifinali   | Semifinali |            |          | Finale   | Finale | Finale |  |
|  |              |              |            |            |          |          |        |        |  |
|  | Monleale     | Monleale     | 4          |            |          |          |        |        |  |
|  | Monleale     | Monleale     | 4          |            |          |          |        |        |  |
|  | Ferrara      | Ferrara      | 0          |            |          |          |        |        |  |
|  | Ferrara      | Ferrara      | 0          |            | Monleale | Monleale | 4      |        |  |
|  |              |              |            |            | Monleale | Monleale | 4      |        |  |
|  |              |              | CUS Verona | CUS Verona | 0        |          |        |        |  |
|  | CUS Verona   | CUS Verona   | CUS Verona | CUS Verona | 0        | 12       |        |        |  |
|  | CUS Verona   | CUS Verona   |            |            |          |          |        |        |  |
|  | Mammuth Roma | Mammuth Roma | 1          |            |          |          |        |        |  |

- Monleale e CUS Verona accedono alle Superfinal.

#### Girone B
Il girone B della prima fase della manifestazione si è disputata dal 17 al 18 ottobre 2015 a Asiago.

##### Gruppo 1
| Squadra           | Pt | G | V | N | P | GF | GS | DG  |
| ----------------- | -- | - | - | - | - | -- | -- | --- |
| Libertas Forlì    | 5  | 2 | 2 | 0 | 0 | 15 | 7  | +8  |
| Molinese          | 4  | 2 | 1 | 0 | 1 | 13 | 5  | +8  |
| CVS Civitavecchia | 0  | 2 | 0 | 0 | 2 | 3  | 19 | -16 |

| Data    | Incontri                         | Risultato |
|         |                                  |           |
| 17 ott. | Molinese-CVS Civitavecchia       | 9-0       |
| 17 ott. | CVS Civitavecchia-Libertas Forlì | 3-10      |
| 17 ott. | Libertas Forlì-Molinese          | 5-4       |

| Data    | Incontri                         | Risultato |
|         |                                  |           |
| 17 ott. | Molinese-CVS Civitavecchia       | 9-0       |
| 17 ott. | CVS Civitavecchia-Libertas Forlì | 3-10      |
| 17 ott. | Libertas Forlì-Molinese          | 5-4       |

##### Gruppo 2
| Squadra         | Pt | G | V | N | P | GF | GS | DG  |
| --------------- | -- | - | - | - | - | -- | -- | --- |
| Diavoli Vicenza | 6  | 2 | 2 | 0 | 0 | 13 | 6  | +7  |
| Asiago Newts    | 3  | 2 | 1 | 0 | 1 | 14 | 9  | +5  |
| Lepis Piacenza  | 0  | 2 | 0 | 0 | 2 | 6  | 18 | -12 |

| Data    | Incontri                       | Risultato |
|         |                                |           |
| 17 ott. | Diavoli Vicenza-Asiago Newts   | 6-3       |
| 17 ott. | Asiago Newts-Lepis Piacenza    | 11-3      |
| 17 ott. | Lepis Piacenza-Diavoli Vicenza | 3-7       |

| Data    | Incontri                       | Risultato |
|         |                                |           |
| 17 ott. | Diavoli Vicenza-Asiago Newts   | 6-3       |
| 17 ott. | Asiago Newts-Lepis Piacenza    | 11-3      |
| 17 ott. | Lepis Piacenza-Diavoli Vicenza | 3-7       |

##### Fase finale
|  | Semifinali      | Semifinali      | Semifinali      |                 |              | Finale       | Finale | Finale |  |
|  |                 |                 |                 |                 |              |              |        |        |  |
|  | Libertas Forlì  | Libertas Forlì  | 1               |                 |              |              |        |        |  |
|  | Libertas Forlì  | Libertas Forlì  | 1               |                 |              |              |        |        |  |
|  | Asiago Newts    | Asiago Newts    | 3               |                 |              |              |        |        |  |
|  | Asiago Newts    | Asiago Newts    | 3               |                 | Asiago Newts | Asiago Newts | 1      |        |  |
|  |                 |                 |                 |                 | Asiago Newts | Asiago Newts | 1      |        |  |
|  |                 |                 | Diavoli Vicenza | Diavoli Vicenza | 6            |              |        |        |  |
|  | Diavoli Vicenza | Diavoli Vicenza | Diavoli Vicenza | Diavoli Vicenza | 6            | 8            |        |        |  |
|  | Diavoli Vicenza | Diavoli Vicenza |                 |                 |              |              |        |        |  |
|  | Molinese        | Molinese        | 6               |                 |              |              |        |        |  |

- Diavoli Vicenza e Asiago Newts accedono alle Superfinal.

#### Girone C
Il girone C della prima fase della manifestazione si è disputata dal 17 al 18 ottobre 2015 a Cittadella.

##### Gruppo 1
| Squadra          | Pt | G | V | N | P | GF | GS | DG  |
| ---------------- | -- | - | - | - | - | -- | -- | --- |
| Cittadella       | 5  | 2 | 2 | 0 | 0 | 21 | 6  | +15 |
| Asiago Vipers    | 4  | 2 | 1 | 0 | 1 | 10 | 8  | +2  |
| Corsari Riccione | 0  | 2 | 0 | 0 | 2 | 3  | 20 | -17 |

| Data    | Incontri                       | Risultato |
|         |                                |           |
| 17 ott. | Cittadella-Corsari Riccione    | 15-1      |
| 17 ott. | Corsari Riccione-Asiago Vipers | 2-5       |
| 17 ott. | Asiago Vipers-Cittadella       | 5-6       |

| Data    | Incontri                       | Risultato |
|         |                                |           |
| 17 ott. | Cittadella-Corsari Riccione    | 15-1      |
| 17 ott. | Corsari Riccione-Asiago Vipers | 2-5       |
| 17 ott. | Asiago Vipers-Cittadella       | 5-6       |

##### Gruppo 2
| Squadra         | Pt | G | V | N | P | GF | GS | DG  |
| --------------- | -- | - | - | - | - | -- | -- | --- |
| Ghosts Padova   | 6  | 2 | 2 | 0 | 0 | 17 | 7  | +10 |
| Polet Trieste   | 3  | 2 | 1 | 0 | 1 | 12 | 12 | 0   |
| Canguri Brebbia | 0  | 2 | 0 | 0 | 2 | 7  | 17 | -10 |

| Data    | Incontri                      | Risultato |
|         |                               |           |
| 17 ott. | Ghosts Padova-Polet Trieste   | 8-4       |
| 17 ott. | Polet Trieste-Canguri Brebbia | 8-4       |
| 17 ott. | Canguri Brebbia-Ghosts Padova | 3-9       |

| Data    | Incontri                      | Risultato |
|         |                               |           |
| 17 ott. | Ghosts Padova-Polet Trieste   | 8-4       |
| 17 ott. | Polet Trieste-Canguri Brebbia | 8-4       |
| 17 ott. | Canguri Brebbia-Ghosts Padova | 3-9       |

##### Fase finale
|  | Semifinali    | Semifinali    | Semifinali    |               |            | Finale     | Finale | Finale |  |
|  |               |               |               |               |            |            |        |        |  |
|  | Cittadella    | Cittadella    | 7             |               |            |            |        |        |  |
|  | Cittadella    | Cittadella    | 7             |               |            |            |        |        |  |
|  | Polet Trieste | Polet Trieste | 2             |               |            |            |        |        |  |
|  | Polet Trieste | Polet Trieste | 2             |               | Cittadella | Cittadella | 5'     |        |  |
|  |               |               |               |               | Cittadella | Cittadella | 5'     |        |  |
|  |               |               | Ghosts Padova | Ghosts Padova | 4          |            |        |        |  |
|  | Ghosts Padova | Ghosts Padova | Ghosts Padova | Ghosts Padova | 4          | 4          |        |        |  |
|  | Ghosts Padova | Ghosts Padova |               |               |            |            |        |        |  |
|  | Asiago Vipers | Asiago Vipers | 1             |               |            |            |        |        |  |

- Cittadella e Ghosts Padova accedono alle Superfinal.

### Superfinal
Le Superfinal della manifestazione si sono disputate dal 19 al 20 dicembre 2015 a Monleale.

#### Gruppo 1
| Squadra       | Pt | G | V | N | P | GF | GS | DG  |
| ------------- | -- | - | - | - | - | -- | -- | --- |
| Monleale      | 6  | 2 | 2 | 0 | 0 | 11 | 1  | +10 |
| Ghosts Padova | 3  | 2 | 1 | 0 | 1 | 10 | 6  | +4  |
| Asiago Newts  | 0  | 2 | 0 | 0 | 2 | 2  | 16 | -14 |

| Data    | Incontri                   | Risultato |
|         |                            |           |
| 17 ott. | Monleale-Asiago Newts      | 7-0       |
| 17 ott. | Asiago Newts-Ghosts Padova | 2-9       |
| 17 ott. | Ghosts Padova-Monleale     | 1-4       |

| Data    | Incontri                   | Risultato |
|         |                            |           |
| 17 ott. | Monleale-Asiago Newts      | 7-0       |
| 17 ott. | Asiago Newts-Ghosts Padova | 2-9       |
| 17 ott. | Ghosts Padova-Monleale     | 1-4       |

#### Gruppo 2
| Squadra         | Pt | G | V | N | P | GF | GS | DG |
| --------------- | -- | - | - | - | - | -- | -- | -- |
| CUS Verona      | 6  | 2 | 2 | 0 | 0 | 13 | 5  | +8 |
| Cittadella      | 3  | 2 | 1 | 0 | 1 | 9  | 8  | +1 |
| Diavoli Vicenza | 0  | 2 | 0 | 0 | 2 | 7  | 16 | -9 |

| Data    | Incontri                   | Risultato |
|         |                            |           |
| 17 ott. | CUS Verona-Diavoli Vicenza | 9-3       |
| 17 ott. | Diavoli Vicenza-Cittadella | 4-7       |
| 17 ott. | Cittadella-CUS Verona      | 2-4       |

| Data    | Incontri                   | Risultato |
|         |                            |           |
| 17 ott. | CUS Verona-Diavoli Vicenza | 9-3       |
| 17 ott. | Diavoli Vicenza-Cittadella | 4-7       |
| 17 ott. | Cittadella-CUS Verona      | 2-4       |

#### Fase finale
|  | Semifinali    | Semifinali    | Semifinali |            |            | Finale     | Finale | Finale |  |
|  |               |               |            |            |            |            |        |        |  |
|  | Monleale      | Monleale      | 3          |            |            |            |        |        |  |
|  | Monleale      | Monleale      | 3          |            |            |            |        |        |  |
|  | Cittadella    | Cittadella    | 4          |            |            |            |        |        |  |
|  | Cittadella    | Cittadella    | 4          |            | Cittadella | Cittadella | 4      |        |  |
|  |               |               |            |            | Cittadella | Cittadella | 4      |        |  |
|  |               |               | CUS Verona | CUS Verona | 5          |            |        |        |  |
|  | CUS Verona    | CUS Verona    | CUS Verona | CUS Verona | 5          | 4          |        |        |  |
|  | CUS Verona    | CUS Verona    |            |            |            |            |        |        |  |
|  | Ghosts Padova | Ghosts Padova | 2          |            |            |            |        |        |  |